# Вільям Айтон
Вільям Айтон (англ. William Aiton, 1731, поблизу Гамільтона, Шотландія — 2 лютого 1793, К'ю, Лондон, Англія) — шотландський ботанік і садівник.

## Біографія
Народився 1731 року в маленькому селі недалеко від шотландського міста Гамільтон.
У 1754 році переїхав до Лондона, де став помічником Філіпа Міллера, директора саду в Челсі.
У 1759 році став директором щойно відкритого Королівського ботанічного саду в К'ю, який під його керівництвом став найбагатшим у світі. Залишався директором до своєї смерті.
Батько ботаніка Вільяма Таунсенда Айтона, який успадкував пост директора ботанічного саду в К'ю.

## Друковані праці
- Hortus Kewensis (3 volumes, London, 1789); каталог рослин Королівського ботанічного саду в К'ю, містить описи до 5 600, частково доти невідомих, видів рослин.